# TER Limousin
A TER Limousin egy regionális vasúthálózat Franciaországban, a Limousin régióban, melyet az SNCF üzemeltet. A 843 km-es hálózaton naponta kb. 145 vonat 6100 utast szállít el.

## Hálózat

### Vasút
| Járat                                   | Útvonal | Gyakoriság | Megjegyzés |
| --------------------------------------- | --- | --- | ---------- |
| 1                                       | Orléans ... Vierzon ... Issoudun ... Châteauroux ... La Souterraine ... Limoges | |            |
| 2                                       | Poitiers ... Montmorillon ... Bellac ... Limoges | |            |
| 3                                       | Angoulême ... Chabanais ... Saint-Junien ... Limoges | |            |
| 4                                       | Limoges-Bénédictins - l'Aiguille† - Nexon† - Lafarge† - Bussière-Galant† - La Coquille† - Thiviers - Négrondes† - Agonac† - Château-l'Évêque† - Périgueux | 12x naponta, néhány vonat továbbközlekedik Bordeaux felé (lásd TER Aquitaine 24-es vonal)                                                                                 |            |
| 5                                       | Limoges-Bénédictins - l'Aiguille† - Nexon - La Meyze† - Saint-Yrieix-la-Perche - Coussac-Bonneval - Lubersac† - Pompadour - Vignols-St-Solve† - Objat - Saint-Aulaire† - Le Burg† - Varetz - Brive-la-Gaillarde | 2x naponta Limoges–Brive felé, 5x naponta Limoges–Saint-Yrieix felé, 2x naponta Saint-Yrieix–Brive felé, 2x naponta Pompadour–Brive felé, 2x naponta Objat–Brive felé     |            |
| 6                                       | Limoges-Bénédictins - Solignac-Le Vigen† - Pierre-Buffière† - Magnac-Vicq† - Saint-Germain-les-Belles† - La Porcherie† - Masseret† - Uzerche - Vigeois - Allassac - Brive-la-Gaillarde | 6x naponta, 2 vonat továbbmegy Toulouseba (lásd TER Midi-Pyrénées 14-es vonal)                                                                                            |            |
| 8                                       | Limoges-Bénédictins - Le Palais† - Saint-Priest-Taurion† - Brignac† - Saint-Léonard-de-Noblat - Saint-Denis-des-Murs† - Châteauneuf-Bujaleuf† - Eymoutiers-Vassivière - Lacelle - Bugeat - Pérols† - Barsanges† - Jassonneix - Meymac - Ussel - Eygurande-Merlines - Laqueuille - Volvic - Royat-Chamalières - Clermont-Ferrand | 1x naponta Limoges–Clermont-Ferrand felé, 2x naponta Limoges–Ussel felé, 3x naponta Limoges–Eymoutiers felé                                                               |            |
| 10                                      | Montluçon ... Guéret ... Limoges | |            |
| 11                                      | Brive-la-Gaillarde - Aubazine-Saint-Hilaire - Cornil† - Tulle - Corrèze† - Montaignac-Saint-Hippolyte† - Égletons - Meymac - Ussel - Aix-La Marsalouse - Eygurande-Merlines - Laqueuille - Volvic - Royat-Chamalières - Clermont-La Rotonde - Clermont-Ferrand                                                                  | 1x naponta Brive–Clermont-Ferrand felé, 3x naponta Brive–Ussel felé, 1x naponta Brive–Égletons felé, 11x naponta Brive–Tulle felé, 1x naponta Ussel–Clermont-Ferrand felé |            |
| 15                                      | Felletin ... Aubusson ... Guéret | |            |
| † Nem minden vonat áll meg az állomáson | | |            |

### Közút
- Limoges - Uzerche - Tulle
- Limoges - Aubusson - Felletin
- Ussel - Felletin
- Ussel - Auzances - Montluçon
- Montluçon - Aubusson - Felletin
- La Souterraine - Guéret - Aubusson - Felletin

## Járművek

### Motorvonatok
- SNCF Z 7300
- SNCF X 2200
- SNCF X 2800
- SNCF X 72500
- SNCF X 73500
- SNCF B 81500

### Buszok
- Renault Tracer
- Renault Arès
- Irisbus Axer
- Irisbus Midys
- Indcar Mago 2
- Van Hool T 815 Alicron
- Setra S 315 GT